# Daniela Uccello
Daniela Uccello (* im 20. Jahrhundert) ist eine italienische Sopranistin und Musikpädagogin.

## Leben
Uccello verfügt über ein umfangreiches Repertoire als Opern-, Konzert- und Liedsängerin. Sie sang berühmte Opernpartien wie die Violetta in Verdis La traviata, die Manon in Puccinis Manon Lescaut und die Susanna in Mozarts Le nozze di Figaro und trat u. a. am Teatro San Carlo in Neapel, am Teatro Massimo in Palermo, am Smetana-Theater in Prag, an der Ungarische Staatsoper und im Kunstzentrum Reina Sofía in Madrid auf.
Als Liedsängerin arbeitete sie mit Pianisten wie Antonio Ballista, Massimiliano Damerini, Mario Delli Ponti, Emanuela Piemonti und Guido Salvetti zusammen. Ihr Repertoire umfasst hier Lieder von Mozart und Schubert über Schumann, Brahms, Strauss und Wolf bis zu Hindemith und Schönberg. Ein Schwerpunkt ihres Interesses ist die zeitgenössische Musik, und sie sang Uraufführungen von Kompositionen u. a. von Giacomo Manzoni, Adriano Guarnieri, Beat Furrer, Isang Yun, Giuseppe Sinopoli, Ennio Morricone und Giovanni Sollima.
Aufnahmen mit Uccello entstanden u. a. bei Radio Lugano, Radio Sofia, Hungarian Radio Television, Vatican Radio und RaiTV und bei den Labels Fonè, Akademia, Bongiovanni, BMG-Ricordi, Quadrivium und Dynamic. Neben ihrer Tätigkeit als Gesangslehrerin (vokale Kammermusik) am Conservatorio Giuseppe Verdi in Mailand gibt sie Meisterkurse in Japan, Deutschland, Dänemark und Estland und wirkt als künstlerische Leiterin der Casa della Musica e delle Arti in Messina.